# Термичко загађење
Термичко загађење је деградација квалитета воде било којим процесом који мења амбијенталну температуру воде. Чест узрок термичког загађења је употреба воде као расхладног средства од стране електрана и индустријских произвођача. Један од узрока термичког загађења је ерозија тла. То подиже воду и излаже је сунцу. Када се вода која се користи као расхладно средство враћа у природно окружење са вишом температуром, нагла промена температуре смањује снабдевање кисеоником и утиче на састав екосистема. Рибе и други организми прилагођени одређеном температурном опсегу могу бити убијени наглом променом температуре воде (било наглим порастом или падом) познатим као "термички шок".
Градскa канализација кишне воде - која се испушта у површинске воде са путева и паркиралишта - такође може бити извор повишених температура воде.

## Еколошки ефекти

### Ефекти топле воде
Повишена температура обично смањује ниво раствореног кисеоника и воде, јер су гасови мање растворљиви у топлијим течностима. Ово може наштетити воденим животињама попут риба, водоземаца и других водених организама. Термичко загађење такође може повећати брзину метаболизма водених животиња као што је активност ензима, што резултира у томе да ови организми конзумирају више хране у краћем времену него у непромењеном окружењу. Повећана брзина метаболизма може резултирати смањењем ресурса; прилагођенији организми који се крећу могу имати предност у односу на организме који нису навикли на топлију температуру. Као резултат тога, ланци исхране старог и новог окружења могу бити угрожени. Неке врсте риба ће избегавати делове потока или обалских подручја у близини термичког испуштања. Као последица тога, може се смањити биодиверзитет .
Висока температура ограничава дисперзију кисеоника у дубљим водама, доприносећи анаеробним условима. Ово може довести до повећања нивоа бактерија када постоји обилна понуда хране. Многе водене врсте неће се размножавати на повишеним температурама.
На многе примарне произвођаче (нпр. биљке, цијанобактерије) топла вода утиче јер виша температура повећава брзине раста биљака, што резултира краћим животним веком и пренасељеношћу врста. Повишена температура такође може променити равнотежу раста микроба, укључујући брзину цветања алги које смањује концентрације раствореног кисеоника.
Промене температуре од чак један до два степена Целзијуса могу изазвати значајне промене у метаболизму организма и друге штетне ефекте на ћелијску биологију. Главне неповољне промене могу учинити ћелијске зидове мање пропустљивим за потребну осмозу, изазвати коагулацију ћелијских протеина и промену ензима метаболизма. Ови ефекти на ћелијском нивоу могу негативно да утичу на смртност и репродукцију .
Велики пораст температуре може довести до денатурисања ензима који подржавају живот тако што разбијају водоничне - и дисулфидне везе унутар структуре ензима. Смањена активност ензима у воденим организмима може узроковати проблеме попут немогућности разградње липида, што доводи до потхрањености . Повишена температура воде такође може повећати растворљивост и кинетику метала, што може повећати унос тешких метала у водене организме. Ово може довести до токсичних исхода за ове врсте, као и до гомилања тешких метала у вишим нивоима у ланцу исхране, повећавајући изложеност човека кроз унос хране.
У ограниченим случајевима топла вода има мало штетног дејства и може чак довести до побољшане функције пријемног воденог екосистема. Ова појава се нарочито примећује у сезонским водама и позната је као термичко обогаћивање. Екстремни случај произилази из навика сакупљања морских крава (водени сисари из рода Trichesus) који често користe места испуштања топлих вода из електрана током зиме. Предвиђања сугеришу да би популација морских крава опала након уклањања ових испуштања.

### Хладна вода
Испуштање неприродно хладне воде из акумулација може драматично променити рибљу фауну и фауну бескичмењака и смањити продуктивност река. У Аустралији, где многе реке имају топлије температурне режиме, елиминисане су домаће врсте риба, а фауна бескичмењака драстично је измењена. Ово се може ублажити изградњом бране које испуштају топлије површинске воде уместо хладније воде са дна резервоара.

### Термички шок
Када се електрана први пут отвори или затвори због поправке или других узрока, рибе и други организми прилагођени одређеном температурном опсегу могу бити убијени наглом променом температуре воде, било повећањем или падом, познатим као "топлотни шок".

## Извори и контрола термичког загађења

### Индустријске отпадне воде
У Сједињеним Државама, око 75 до 82 процента термичког загађења производе електране. Остатак је из индустријских извора као што су рафинерије нафте, фабрике целулозе и папира, фабрике хемијске индустрије, челичане и топионице . Грејна вода из ових извора може се контролисати:
- базенима за хлађење; то су изграђени базени за хлађење испаравањем, конвекцијом и зрачењем
- расхладним торњевима; они преносе отпадну топлоту у атмосферу испаравањем и/или преношењем топлоте
- когенерацијом; то је процес у којем се отпадна топлота рециклира за потребе грејања домаћинстава и/или индустријског грејања.[13]

Неки погони користе једнократне системе хлађења (ОТЦ), који не смањују температуру једнако ефикасно као горенаведени системи. На пример, електрана Потреро у Сан Франциску (затворена 2011), користила је ОТЦ и испуштала воду у залив Сан Франциска отприлике 10 °C (50 °F) изнад амбијенталне температуре залива.

### Атмосферске отпадне воде
Током топлог времена, атмосферске отпадне воде могу имати значајне топлотне утицаје на мале водотоке, јер кишна вода пролази преко загрејаних паркиралишта, путева и тротоара. Постројења за управљање атмосферским водама која апсорбују отицање или га усмеравају у подземне воде, попут биолошких система и инфилтрационих базена, могу смањити ове топлотне ефекте. Ови системи за управљање отицањем су компоненте ширег приступа урбанистичког планирања који се обично назива зелена инфраструктура.
Ретенциони базени (акумулације за атмосферске воде) имају тенденцију да буду мање ефикасни при смањењу температуре отицања, јер се вода може загревати топлотом сунца пре него што се испусти у пријемни ток.